# Shinee World
Shinee World (promovida como SHINee THE 1ST CONCERT "SHINee WORLD") foi a primeira turnê musical da boy band sul-coreana SHINee. A turnê começou em Tóquio, em 26 de dezembro de 2010 e terminou em Osaka no dia 25 de novembro de 2011, com um total de 10 shows em sete cidades.
O photobook do concerto, foi lançado em 26 de dezembro de 2010 e um DVD ao vivo, The 1st Concert In Japan "Shinee World" foi filmado a partir de seu concerto em Tóquio e Nagoya lançado em 1 de janeiro de 2012, seguido de um álbum ao vivo, The 1st Concert Album "Shinee World", do show realizado em Seul, lançado em 1 de fevereiro de 2012.

## História

### Tokyo
O concerto estava inicialmente previsto para 26 de dezembro de 2010 às 18:00, mas devido a mais de 100 mil fãs aglomerados, eles tiveram que colocar um outro concerto ás 13:00.

### Seul
Em 1º de janeiro de 2011, no início do novo ano, o grupo apresentou o mesmo conjunto de performances no show no Olympic Gymnastics Arena, em Seul , Coreia do Sul.

### Taipei
Em 26 de maio de 2011, foi confirmado que Shinee iria realizar um concerto em Taipei, Taiwan. 10 mil ingressos foram disponibilizados no dia 4 de junho de 2011, e foram vendidos em uma hora. Em 16 de julho de 2011, a boy band realizou seu primeiro concerto em Taipei em Taipei Arena.

### Nanjing
Em 20 de agosto de 2011, Shinee também se apresentou em um concerto em Nanjing, China, no Ginásio do Centro de Desportos Olímpicos de Nanjing. Em 23 de setembro de 2011, a SM Entertainment divulgou um vídeo destacando o concerto em Nanjing.

### Singapore
Foi revelado em 12 de julho de 2011, que o grupo iria realizar seu próximo show em Singapura no Estádio Interior de Singapura em 10 de setembro de 2011. O custo de produção para o concerto foi revelado para ser cerca de US $ 1,7 milhão. Reservas de ingrssos on-line começaram em 31 de julho de 2011, e dentro de 45 minutos, todos os ingressos foram vendidos.

### Nagoya
Shinee também se apresentou em um show no Nippon Gaishi Hall em Nagoya, Japão, em 27 de outubro de 2011.

### Osaka
Sankei Sports informou que mais de 18 mil pessoas participaram dos concertos realizados em 24 e 25 de novembro de 2011, em Osaka.

## Set list
1st Set: Intro
- "The Shinee World (Doo-Bop)"
- "Senorita"
- "Get Down" – Minho and Key’s dueto rap
- "A.Mi.Go (Amigo)" (Rock Remix ver.)
- "Juliette"
- "Stand By Me"
- "Your Name"
- "Love Still Goes On"
- "Hello"

2nd Set: Solo Stages
- "Girls" – Jonghyun
- "OMG" – Minho
- "My First Kiss" – Key com Krystal do f(x) (Tokyo e Seul), depois com Taemin
- "Romeo + Juliette" – Taemin

3rd Set: Sweet Serenades
- "A-Yo"
- "Romantic"
- "Life"
- "Quasimodo"
- "Love Like Oxygen"
- "Replay"
- "Yok (Obsession)"
- "Graze"
- "Nessun Dorma" – Onew

Final Set:
- "Ring Ding Dong" (Remix ver.)
- "Up and Down"
- "Ready or Not"
- "Lucifer" (Remix ver.)

Encore:
- "JoJo"
- "Bodyguard"
- "One"

## Datas
| Data                                                 | Cidade    | País          | Local                                   | Convidados especiais                              |
| ---------------------------------------------------- | --------- | ------------- | --------------------------------------- | ------------------------------------------------- |
| 26 de dezembro de 2010 *1st show: 1pm *2nd show: 6pm | Tokyo     | Japão         | Yoyogi National Gymnasium               | Krystal (dueto com Key)                           |
| 1 de janeiro de 2011                                 | Seul      | Coreia do Sul | Olympic Gymnastics Arena                | Krystal (dueto com Key)                           |
| 2 de Janeiro de 2011                                 | Seul      | Coreia do Sul | Olympic Gymnastics Arena                | Krystal (dueto com Key) Simon D (dueto com Minho) |
| 16 de julho de 2011                                  | Taipei    | Taiwan        | Taipei Arena                            | Zhang Liyin (dueto com Jonghyun)                  |
| 20 de agosto de 2011                                 | Nanjing   | China         | Nanjing Olympic Sports Center Gymnasium | Zhang Liyin (dueto com Jonghyun)                  |
| 10 de setembro de 2011                               | Singapura | Singapura     | Singapore Indoor Stadium                |                                                   |
| 27 de outubro de 2011                                | Nagoya    | Japão         | Nippon Gaishi Hall                      |                                                   |
| 24 de novembro de 2011                               | Osaka     | Japão         | Osaka-Jo Hall                           |                                                   |
| 25 de novembro de 2011                               | Osaka     | Japão         | Osaka-Jo Hall                           |                                                   |